# Dixmont (Yonne)
Dixmont ist eine französische Gemeinde mit 898 Einwohnern (Stand 1. Januar 2022) im Département Yonne in der Region Bourgogne-Franche-Comté (vor 2016 Bourgogne). Dixmont gehört zum Arrondissement Sens und zum Kanton Villeneuve-sur-Yonne.

## Geographie
Dixmont liegt etwa 20 Kilometer südsüdöstlich des Stadtzentrums von Sens am Flüsschen Saint-Ange, im Süden verläuft der Galant. Umgeben wird Dixmont von den Nachbargemeinden Les Bordes im Norden, Vaumort im Norden und Nordosten, Cerisiers im Nordosten, Villechétive im Osten, Bussy-en-Othe im Osten und Südosten, Joigny im Süden, Villevallier und Armeau im Südwesten sowie Villeneuve-sur-Yonne im Westen.

## Bevölkerungsentwicklung
| Jahr                       | 1881 | 1962 | 1968 | 1975 | 1982 | 1990 | 1999 | 2006 | 2013 |
| Einwohner                  | 1642 | 680  | 618  | 539  | 584  | 662  | 807  | 896  | 873  |
| Quellen: Cassini und INSEE |      |      |      |      |      |      |      |      |      |

## Sehenswürdigkeiten
- Kirche Saint-Gervais-et-Saint-Protais aus dem 12. Jahrhundert, Monument historique
- Ruine der Priorei L’Enfourchure, 1209 gegründet, Monument historique seit 1926

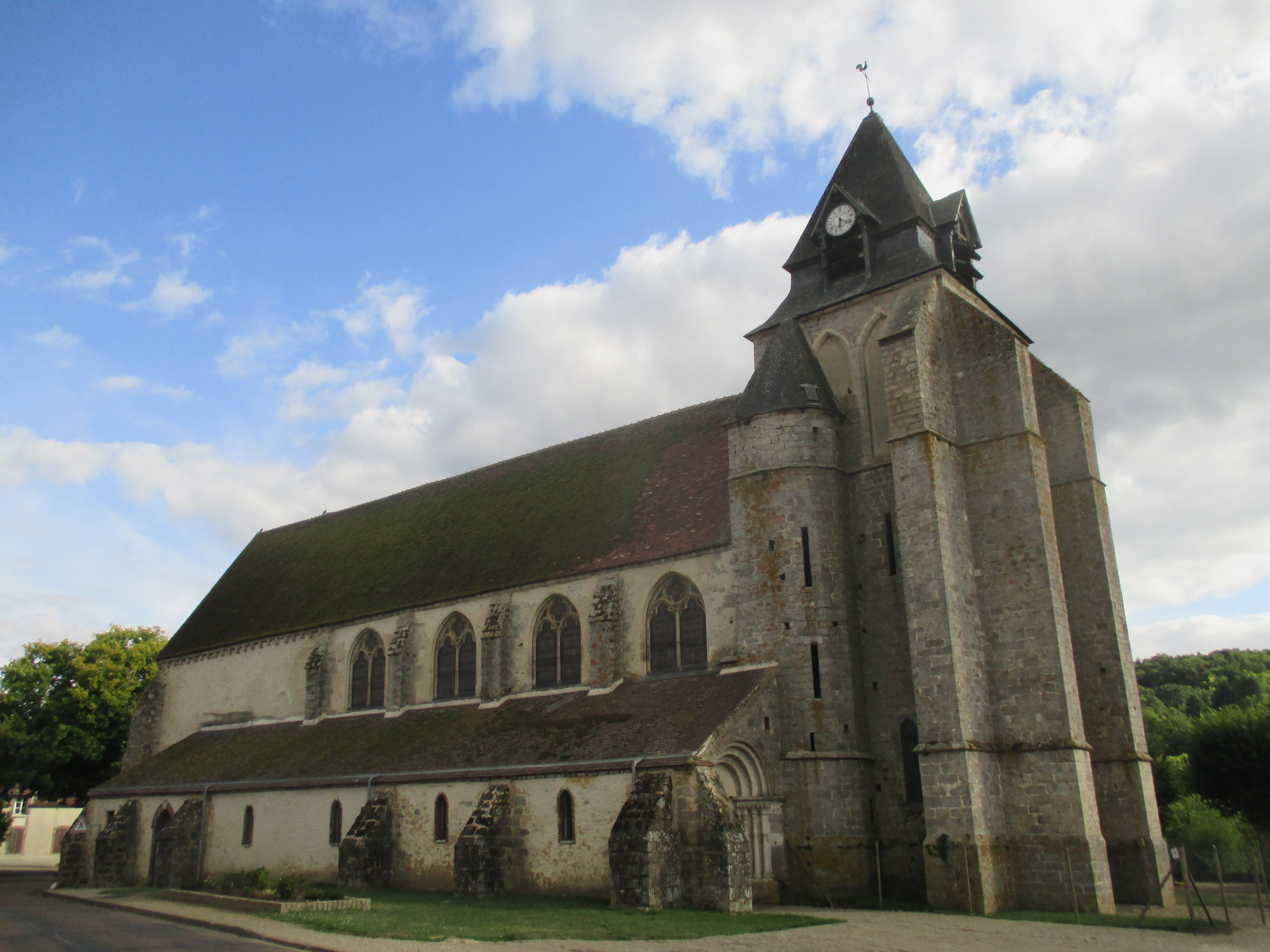
Kirche Saint-Gervais-et-Saint-Protais
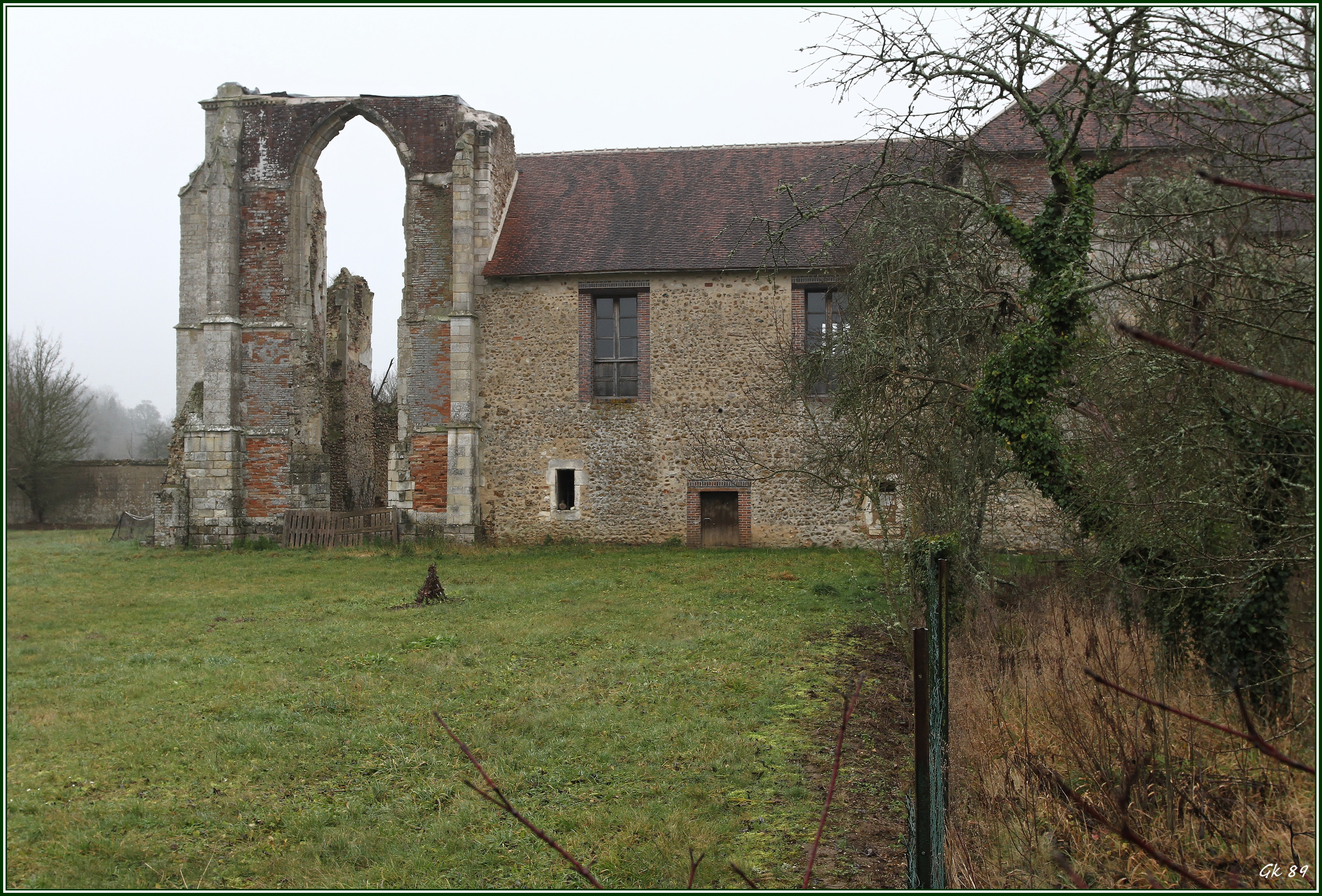
Priorei L’Enfourchure